# Salvador Zerboni
Salvador Zerboni  (Mexikóváros, Mexikó, 1979. május 3. –) mexikói színész.

## Élete és pályafutása
1979. május 3-án született Mexikóvárosban. 2005-ben szerepet kapott a Machos című sorozatban, ahol Esteban szerepét játszotta. 2011-ben szerepet kapott a Dél királynője című sorozatban. 2012-ben a Bűnös vágyak című sorozatban Gabino Mendoza szerepét játszotta.

## Filmográfia
- Machos (2005) - Esteban
- Cansada de besar sapos (2006)
- RBD: La familia  (2007) - Daniel
- Rudo y Cursi (2008) - Jorge
- El pantera (2009) - Gabriel
- Melted Hearts (2009) Brian Lauper
- Persons Unknown (2010) - Tough #1
- Soy tu fan (2010)
- Dél királynője (La Reina del Sur)  (2011) - Ramiro Vargas 'El Ratas'
- La Mariposa (2012) - Bill Smith
- Bűnös vágyak (Abismo de pasión)  (2012) - Gabino Mendoza
- Lynch  (2012) - Gabriel Forlano 'El Capi'
- Libre para amarte (2013) - Norberto
- Quiero amarte (2013) - Horacio Espinoza
- Ne hagyj el! (A que no me dejas) (2015) - Leonel Madrigal